# Никос Вертис
Нѝкос Вѐртис (на гръцки: Νίκος Βέρτης) е гръцки певец.
Роден е като Николаос Арванитидис на 21 август 1976 година в Горинхем, Нидерландия, в гръцко семейство с произход от кавалското село Дедебал, което няколко години по-късно се установява в Солун. Започва да пее в клубове в Солун и региона. През 2003 година сключва договор с издателя „Юнивърсъл Мюзик“ и издава първия си албум Πολύ απότομα βραδιάζει, а през следващите години се налага като един от водещите изпълнители на лаика. Популярен е и в България, където изнася няколко концерта (през 2022, 2023 и 2024 година) в най-голямата концертна зала в София „Арена 8888 София“.